# Fédération internationale de softball
La Fédération internationale de softball (en anglais, International Softball Federation ou ISF) est l'ancienne fédération gérant le softball au niveau mondial reconnue par le Comité international olympique. Son siège se situait à Plant City, aux États-Unis. 
En 2013, l'ISF et la Fédération internationale de baseball (IBAF) fusionnent pour former la Confédération internationale de baseball et softball (WBSC), qui devient l'organisme mondial reconnu par le Comité international olympique.

## Membres
127 nations sont membres de l'ISF à travers cinq confédérations continentales : 
- L'African Baseball & Softball Association (ABSA) en Afrique.
- La Softball Confederation of Oceania (OSC) en Océanie.
- La Softball Confederation of Asia (SCA) en Asie.
- La Confederación Panamericana de Softbol (CONPASA) aux Amériques.
- La Fédération européenne de softball (ESF) en Europe.